# فهرست وابسته‌های دیپلماتیک گابن

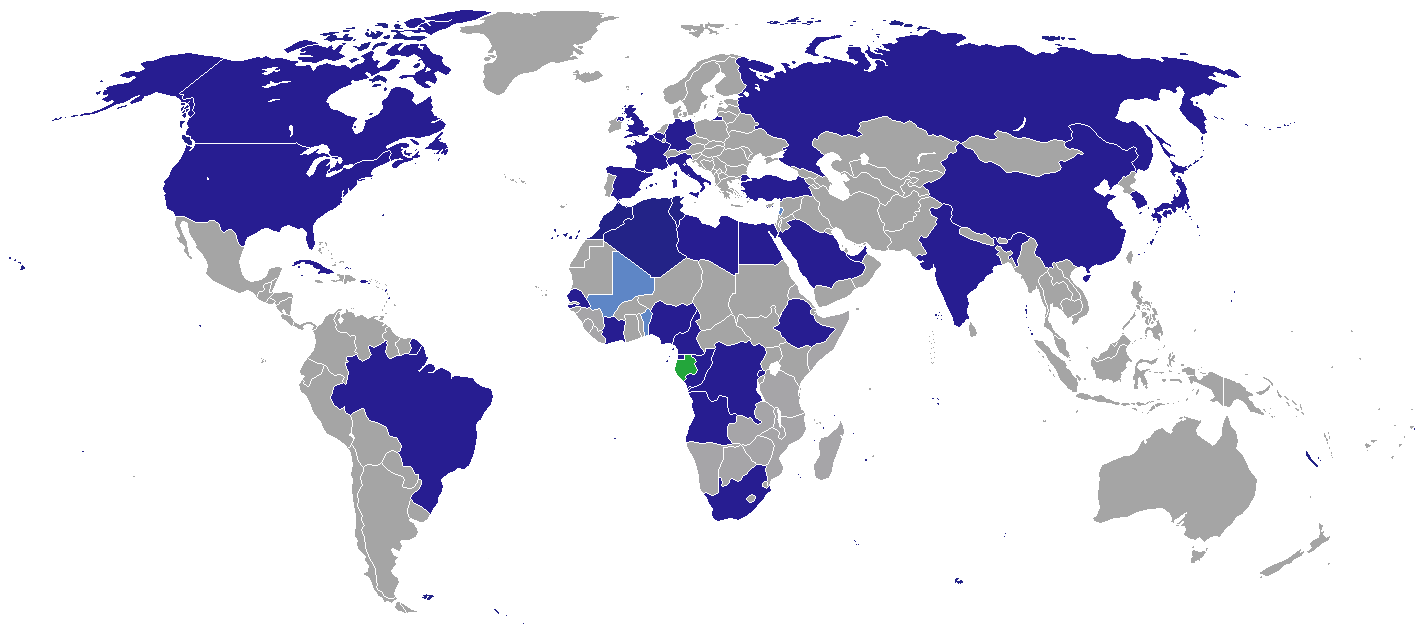
موقعیت وابسته‌های دیپلماتیک گابن:

این مقاله شامل فهرست وابسته‌های دیپلماتیک گابن است، به استثنای کنسولگری‌های افتخاری.

## وابسته‌های کنونی

### آفریقا
| کشور میزبان           | شهر میزبان   | وابسته     | آکرودیته | ارجاع       |
| --------------------- | ------------ | ---------- | --- | ----------- |
| الجزایر               | الجزیره      | سفارت      | کشورها: - موریتانی | [ ۱ ]       |
| آنگولا                | لوآندا       | سفارت      | کشورها: - نامیبیا - زامبیا                                                                                             | [ ۱ ]       |
| بنین                  | کوتونو       | سرکنسول‌گری | | [ ۱ ]       |
| کامرون                | یائونده      | سفارت      | کشورها: - جمهوری آفریقای مرکزی - چاد                                                                                   | [ ۱ ]       |
| جمهوری کنگو           | برازاویل     | سفارت      | | [ ۱ ]       |
| جمهوری دموکراتیک کنگو | کینشاسا      | سفارت      | کشورها: - بوروندی - رواندا                                                                                             | [ ۱ ]       |
| مصر                   | قاهره        | سفارت      | | [ ۱ ]       |
| گینه استوایی          | مالابو       | سفارت      | | [ ۱ ]       |
| گینه استوایی          | Bata         | سرکنسول‌گری | |             |
| اتیوپی                | آدیس آبابا   | سفارت      | سازمان‌های بین‌المللی: - اتحادیه آفریقا - کمیسیون اقتصادی سازمان ملل متحد برای آفریقا - برنامه محیط زیست سازمان ملل متحد | [ ۱ ]       |
| ساحل عاج              | آبیجان       | سفارت      | | [ ۱ ]       |
| مالی                  | باماکو       | سرکنسول‌گری | | [ ۱ ]       |
| مراکش                 | رباط (مراکش) | سفارت      | کشورها: - فلسطین | [ ۱ ] [ ۲ ] |
| مراکش                 | العیون       | سرکنسول‌گری | کشورها: - فلسطین | [ ۳ ]       |
| نیجریه                | آبوجا        | سفارت      | | [ ۱ ]       |
| سائوتومه و پرنسیپ     | سائوتومه     | سفارت      | | [ ۱ ]       |
| سنگال                 | داکار        | سفارت      | کشورها: - کیپ ورد - گامبیا - گینه - گینه بیسائو                                                                        | [ ۱ ]       |
| آفریقای جنوبی         | پرتوریا      | سفارت      | کشورها: - بوتسوانا - موزامبیک                                                                                          | [ ۱ ] [ ۴ ] |
| توگو                  | لومه         | سفارت      | کشورها: - بنین - غنا                                                                                                   | [ ۱ ] [ ۵ ] |
| تونس                  | تونس (شهر)   | سفارت      | | [ ۱ ]       |

### آمریکا
| کشور میزبان         | شهر میزبان       | وابسته | آکرودیته                 | ارجاع |
| ------------------- | ---------------- | ------ | ------------------------ | ----- |
| برزیل               | برازیلیا         | سفارت  | کشورها: - شیلی - ونزوئلا | [ ۱ ] |
| کانادا              | اتاوا            | سفارت  |                          | [ ۱ ] |
| کوبا                | هاوانا           | سفارت  |                          | [ ۱ ] |
| ایالات متحده آمریکا | واشینگتن، دی.سی. | سفارت  | کشورها: - هائیتی - مکزیک | [ ۱ ] |

### آسیا
| کشور میزبان   | شهر میزبان | وابسته     | آکرودیته                                                                                            | ارجاع       |
| ------------- | ---------- | ---------- | --------------------------------------------------------------------------------------------------- | ----------- |
| چین           | پکن        | سفارت      | کشورها: - کره شمالی - سنگاپور - ویتنام                                                              | [ ۶ ]       |
| هند           | دهلی نو    | سفارت      | کشورها: - نپال                                                                                      | [ ۷ ] [ ۸ ] |
| لبنان         | بیروت      | سرکنسول‌گری | | [ ۱ ]       |
| ژاپن          | توکیو      | سفارت      | کشورها: - اندونزی - مالزی                                                                           | [ ۱ ]       |
| عربستان سعودی | ریاض       | سفارت      | کشورها: - بحرین - کویت - عمان - قطر - امارات متحده عربی سازمان‌های بین‌المللی: - سازمان همکاری اسلامی | [ ۱ ]       |
| کره جنوبی     | سئول       | سفارت      | کشورها: - فیلیپین - تایلند                                                                          | [ ۱ ]       |
| ترکیه         | آنکارا     | سفارت      | | [ ۱ ]       |

### اروپا
| کشور میزبان | شهر میزبان | وابسته | آکرودیته | ارجاع       |
| ----------- | ---------- | ------ | --- | ----------- |
| بلژیک       | بروکسل     | سفارت  | کشورها: - لوکزامبورگ - هلند سازمان‌های بین‌المللی: - اتحادیه اروپا                                                | [ ۱ ]       |
| فرانسه      | پاریس      | سفارت  | کشورها: - آندورا - موناکو - پرتغال - سوئیس سازمان‌های بین‌المللی: - فرانسه‌زبانی                                   | [ ۱ ] [ ۹ ] |
| آلمان       | برلین      | سفارت  | کشورها: - اتریش                                                                                                 | [ ۱ ]       |
| سریر مقدس   | رم         | سفارت  | نهاد حاکمیتی: - جزایر مالتا                                                                                     | [ ۱ ]       |
| ایتالیا     | رم         | سفارت  | کشورها: - قبرس - یونان - اسرائیل سازمان‌های بین‌المللی: - فائو - صندوق بین‌المللی توسعه کشاورزی - برنامه جهانی غذا | [ ۱ ]       |
| روسیه       | مسکو       | سفارت  | کشورها: - جمهوری چک - استونی - لتونی - لیتوانی - صربستان - رومانی - اوکراین                                     | [ ۱ ]       |
| اسپانیا     | مادرید     | سفارت  | سازمان‌های بین‌المللی: - سازمان جهانی گردشگری                                                                     | [ ۱ ]       |
| بریتانیا    | لندن       | سفارت  | کشورها: - دانمارک - فنلاند - جمهوری ایرلند - نروژ - سوئد سازمان‌های بین‌المللی: - سازمان بین‌المللی دریانوردی      | [ ۱ ]       |

### سازمان‌های چندجانبه
| سازمان          | شهر میزبان | کشور میزبان         | وابسته        | آکرودیته                                                        | ارجاع |
| --------------- | ---------- | ------------------- | ------------- | --------------------------------------------------------------- | ----- |
| سازمان ملل متحد | نیویورک    | ایالات متحده آمریکا | نمایندگی دائم |                                                                 | [ ۱ ] |
| سازمان ملل متحد | ژنو        | سوئیس               | نمایندگی دائم | سازمان‌های بین‌المللی: - سازمان جهانی بهداشت - سازمان تجارت جهانی | [ ۱ ] |
| یونسکو          | پاریس      | فرانسه              | نمایندگی دائم |                                                                 | [ ۱ ] |

## نگارخانه

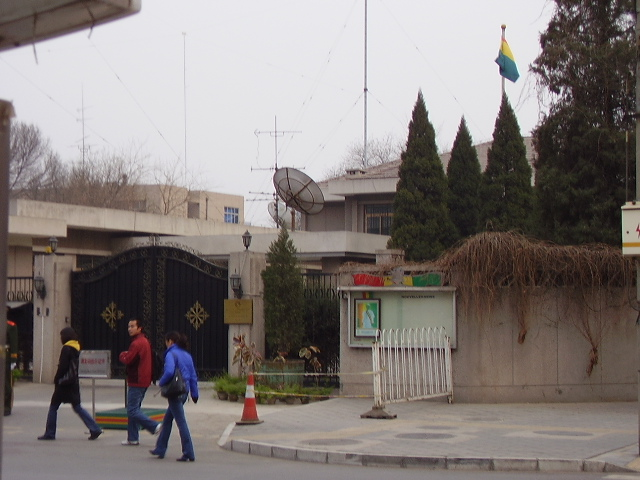
سفارت‌خانهٔ گابن در پکن
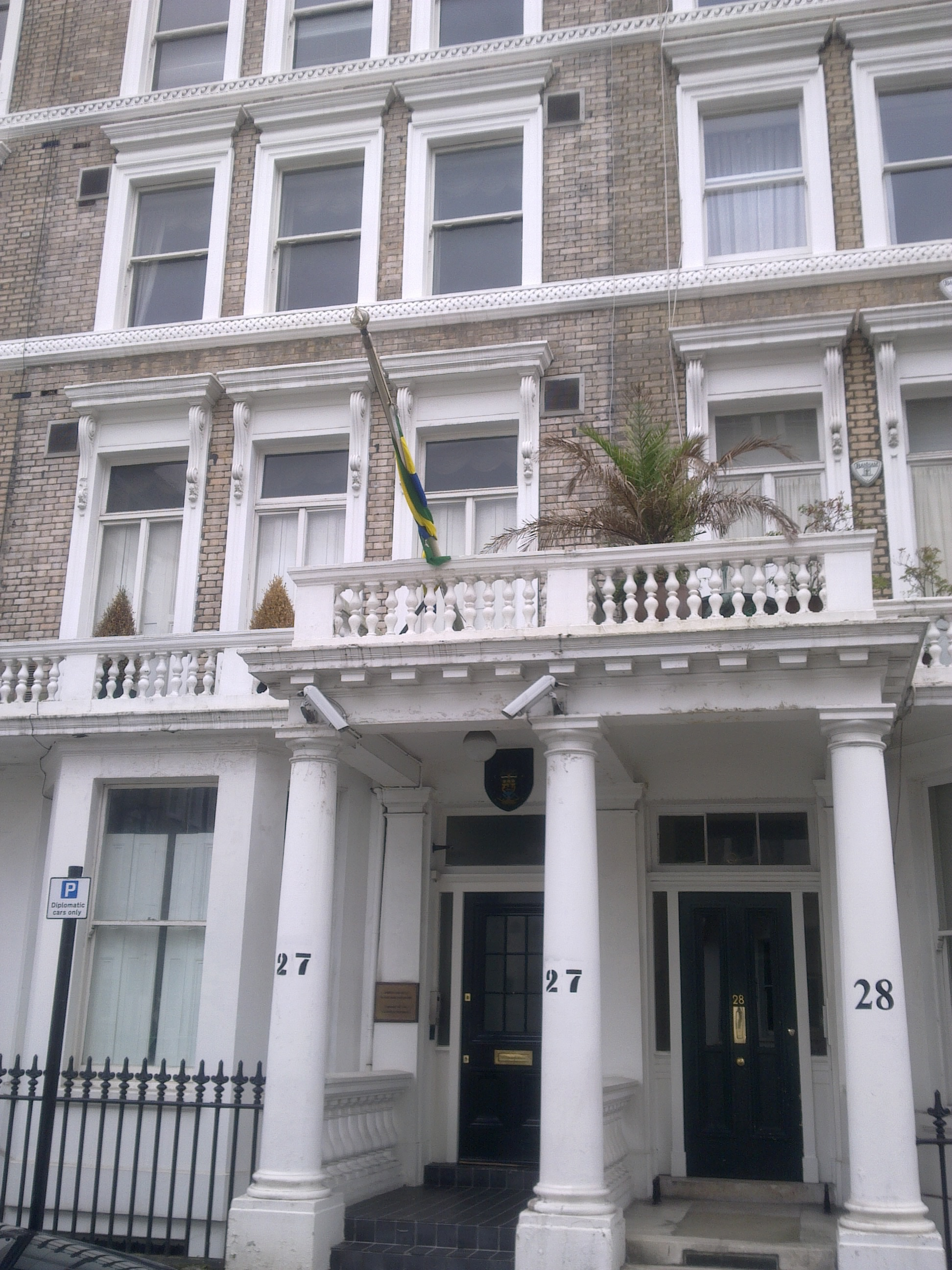
سفارت‌خانهٔ گابن در لندن
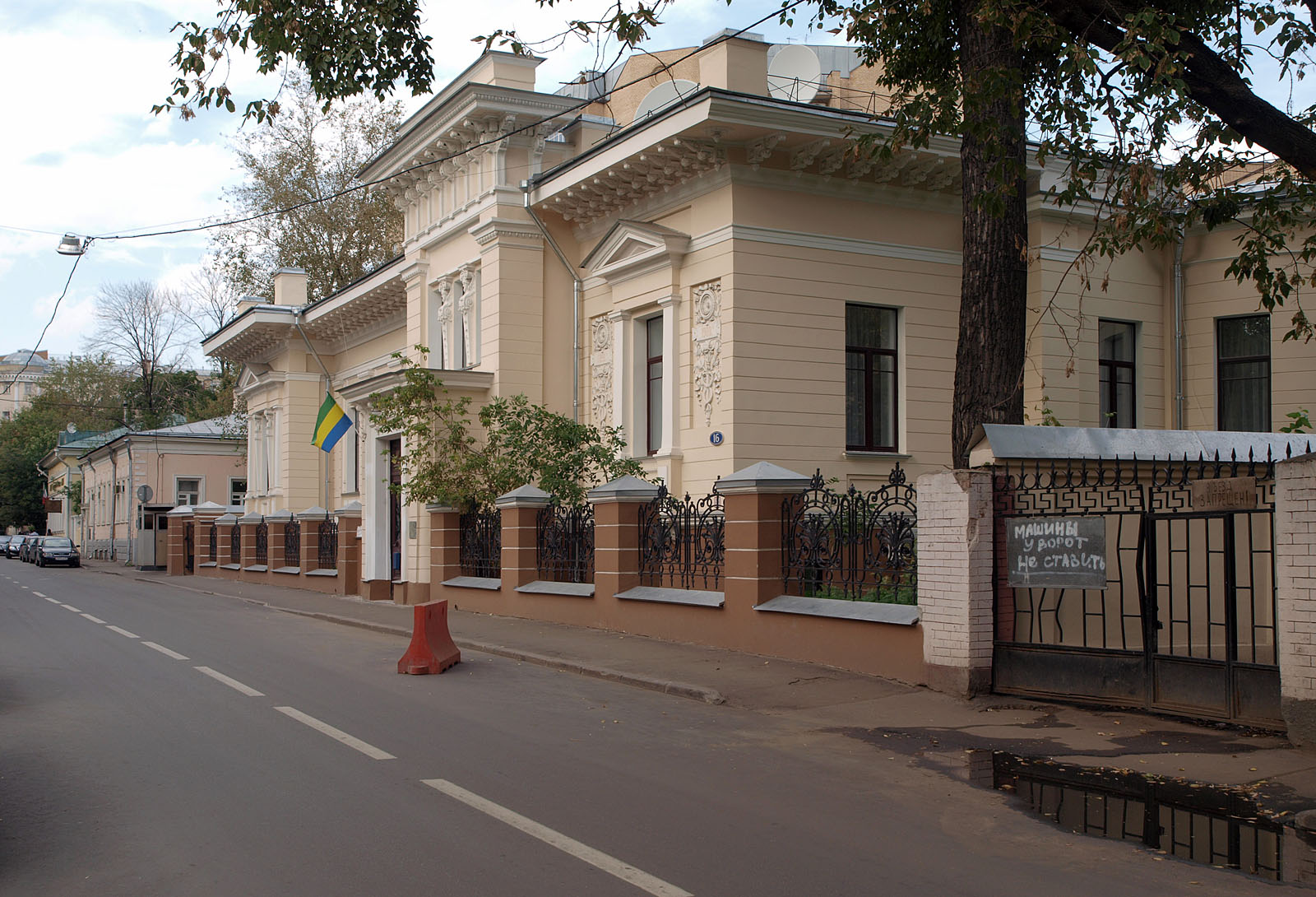
سفارت‌خانهٔ گابن در مسکو
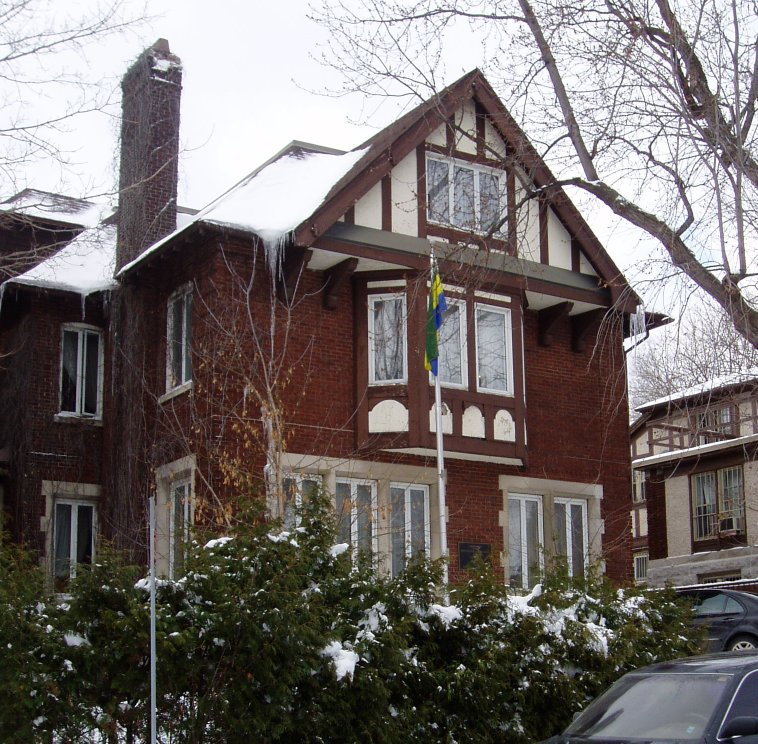
سفارت‌خانهٔ گابن در اتاوا
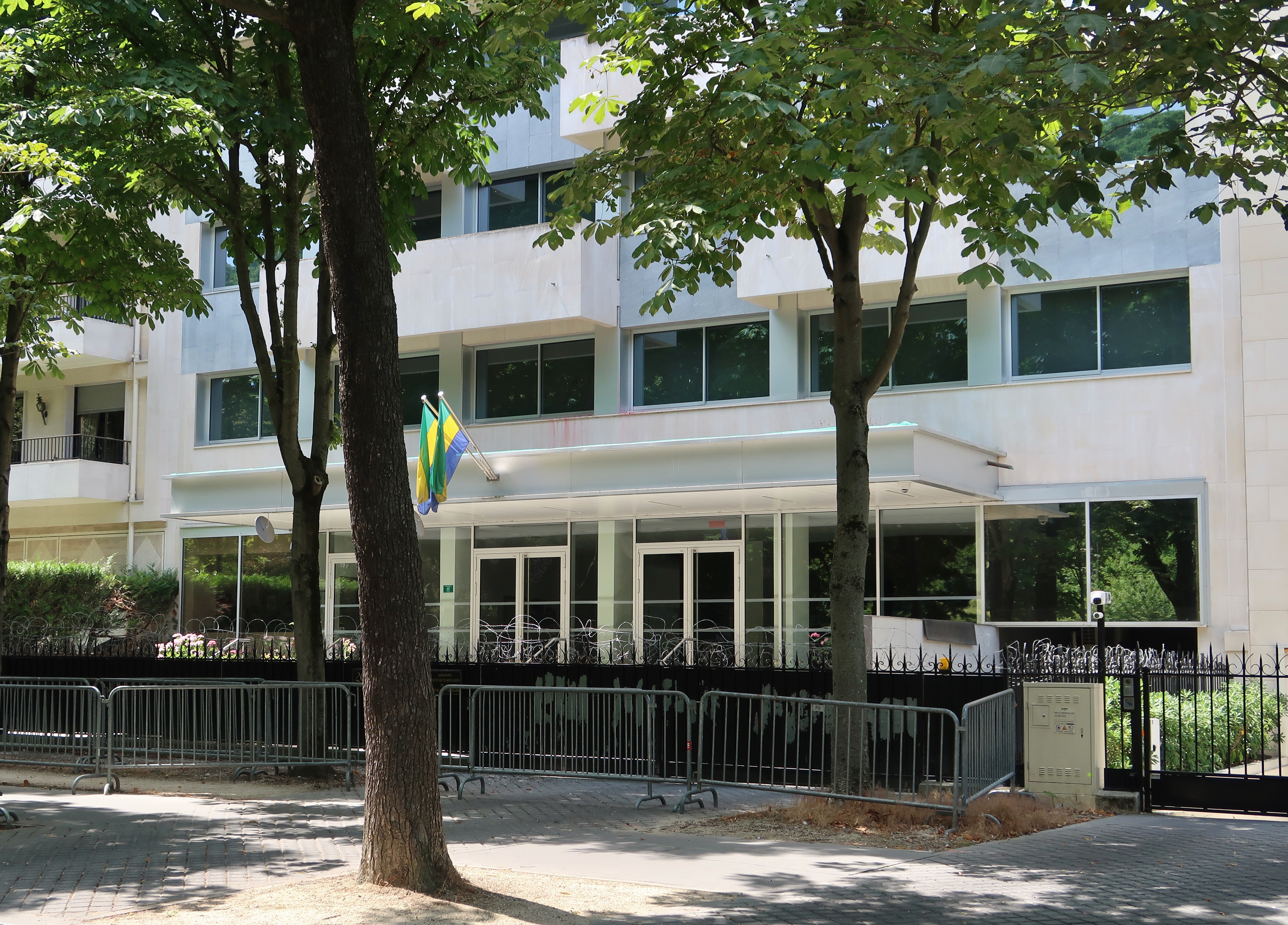
سفارت‌خانهٔ گابن در پاریس
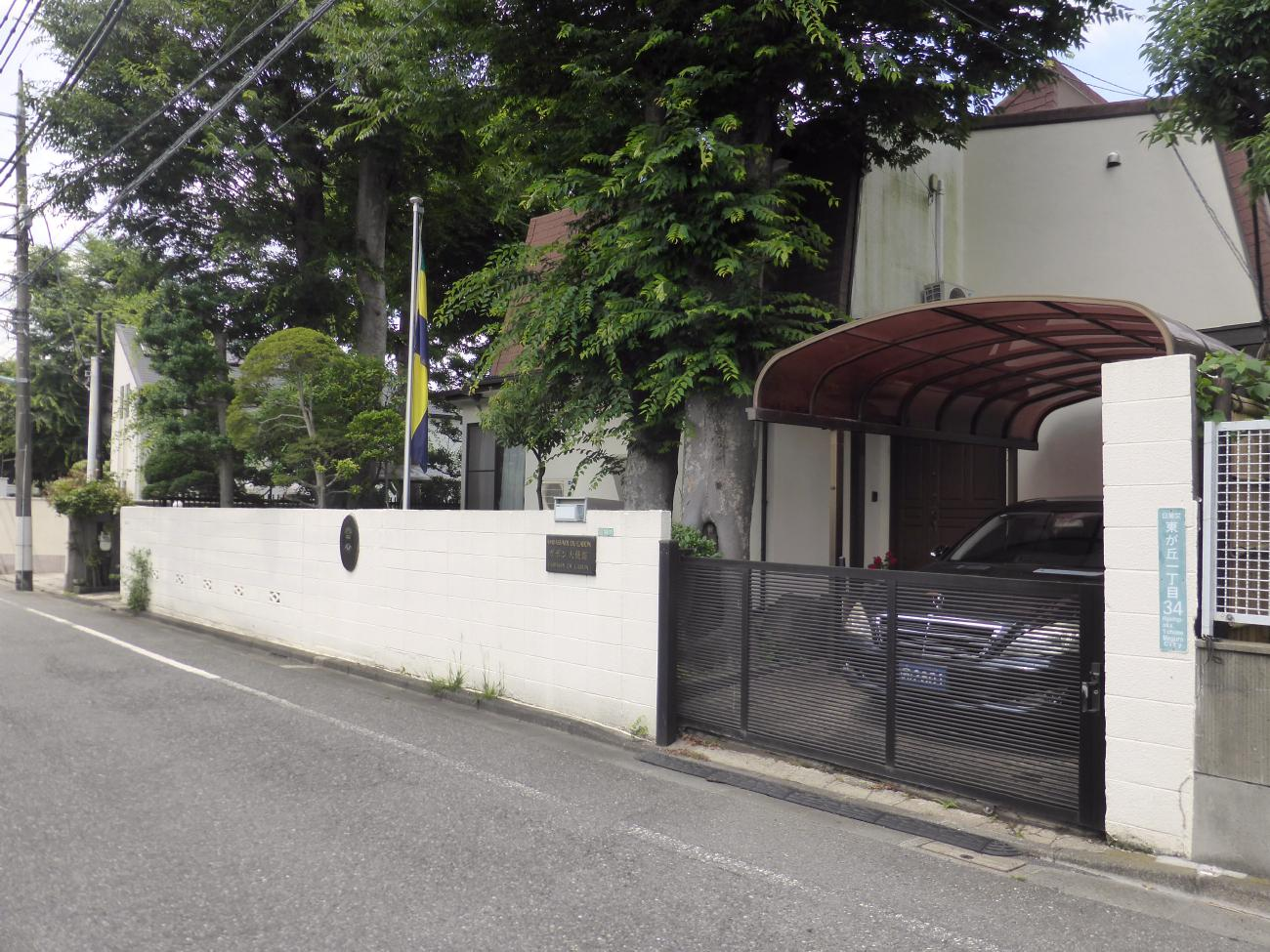
سفارت‌خانهٔ گابن در توکیو
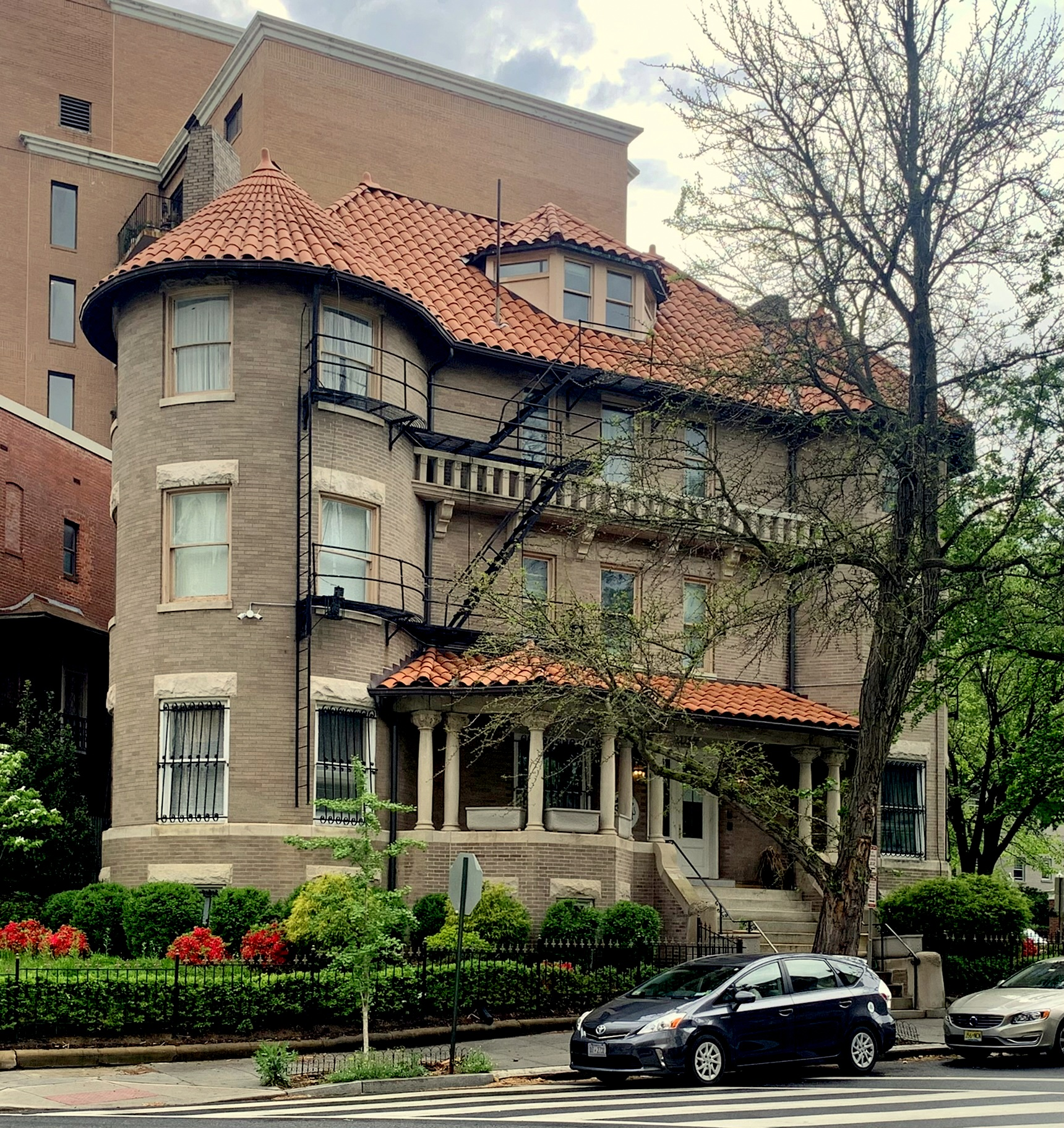
سفارت‌خانهٔ گابن در واشینگتن، دی.سی.

## وابسته‌های تعطیل‌شده

### آسیا
| کشور میزبان | شهر میزبان | وابسته | سال تعطیلی | ارجاع  |
| ----------- | ---------- | ------ | ---------- | ------ |
| ایران       | تهران      | سفارت  | نامشخص     | [ ۱۰ ] |
| فیلیپین     | مانیل      | سفارت  | ۱۹۸۶       | [ ۱۱ ] |